# Gaspare Umile
Gaspare Umile (Marsala, 3 gennaio 1948 – Marsala, 18 ottobre 2001) è stato un calciatore italiano, di ruolo jolly.
Ha militato in Serie A negli anni settanta con le maglie di Napoli e Varese.

## Biografia
È morto all'età di 53 anni. Al suo nome è intitolato un campo sportivo situato in via Istria a Marsala, principalmente utilizzato per l'attività giovanile.

## Caratteristiche tecniche
Di ruolo attaccante, nell’ultimo terzo della sua ultraventennale attività agonistica ha giocato, prevalentemente, come centrocampista o difensore.

## Carriera
Cresciuto nel club della sua città natale, il Marsala, esordisce in prima squadra a 17 anni, nel corso del campionato di Serie C 1964/1965 conclusosi con la retrocessione degli azzurri lilibetani. Nei successivi due tornei di serie D colleziona 16 presenze, tutte nella stagione 1966/67.
Trasferitosi all’Entella, scende in campo con maggiore continuità, mettendo insieme 27 presenze e 2 goal, i primi in terza serie.
Nell’estate del 1968 passa all’Angri dove gioca, da titolare, due campionati in serie D. Nel secondo, il 1969/1970, in cui salta soltanto due partite, contribuisce al quarto posto dei grigiorossi, realizzando 9 reti, 4 in meno del bomber del Savoia Lino Villa, capocannoniere del girone G.
Nel campionato 1970/1971 veste la maglia del Napoli, che ne acquisisce la comproprietà. Esordisce in Serie A il 27 dicembre 1970, sul neutro di Bari, realizzando il gol del definitivo 2-0 sull’Hellas Verona.
Dopo i 90’ giocati all’esordio, nel prosieguo del campionato disputa altre tre partite intere e cinque spezzoni, subentrando tre volte da tredicesimo. Realizza altre due reti, una il 14 marzo 1971, nel match interno con il L.R. Vicenza, terminato 1-0, ed un’altra, di pregevolissima fattura, nell’incontro vinto 2-0 con la Lazio al San Paolo due settimane dopo.
Il bilancio del suo primo torneo nella massima serie, tre segnature in 539’ giocati (praticamente uno ogni due partite), può considerarsi lusinghiero, particolarmente in un’epoca in cui si attua la marcatura a uomo e le medie realizzative sono sensibilmente inferiori a quelle odierne.
Nell’estate del 1971 si trasferisce al Varese, club che gli garantisce un maggiore minutaggio, in cui negli anni precedenti si sono distinti giovani attaccanti del calibro di Anastasi e Bettega.
Gioca un inizio di campionato promettente, risultando tra i migliori in campo nelle partite con il Catanzaro ed il Milan, colpendo un palo proprio con i rossoneri e propiziando l’autogoal del granata Crivelli nel 2-2 con il Torino.
Con l’esonero di Sergio Brighenti dopo sei giornate, a cui subentra Cadè, sostituito successivamente da Maroso, Umile perde il suo posto di titolare fisso.
Il Varese di quell’anno, già virtualmente retrocesso al termine del girone d’andata, oltre ad essere meno attrezzato di quello che l’anno precedente si è salvato all’ultima giornata, è falcidiato dagli infortuni. Nel peggior campionato dei biancorossi in serie A  (una sola vittoria e 20 sconfitte in 30 partite), Umile mette insieme 18 presenze, con pochi acuti, ed una sola rete, quella realizzata al Bentegodi, in occasione dell’1-1 con l’Hellas Verona.
La stagione 1972/73 la inizia con la Reggina, giocando quattro incontri nel primo turno di Coppa Italia e quattro partite di campionato in serie B.
A novembre torna al Napoli in cambio di Pulitelli, suo compagno di reparto ad Angri tre anni prima.
Pur essendo, oltre al “Primavera” Motti, l’unica vera prima punta presente in rosa (il trentatreenne Canè non lo è più da tempo, Damiani è tutt’altro, Ferradini e Mariani sono fondamentalmente due ali) mette insieme cinque presenze in campionato (soltanto 262’ giocati, più o meno quelli di tre partite), riuscendo a disputare per intero due gare, quella di Cagliari e quella interna con l’Atalanta.
Che non rientri più nei piani tecnici del Napoli diviene ancor più evidente durante la fase finale della Coppa Italia, giocata dopo il termine del campionato: l’allenatore partenopeo Chiappella non lo inserisce mai nell’undici di partenza, anche a qualificazione sfumata. Lo utilizza tre volte, a partita in corso, per 126’ complessivi, durante i quali Umile firma il pareggio esterno con il Cagliari, calciando, da oltre venticinque metri, una punizione che termina in rete dopo un tocco del rossoblu Nené.
Archiviato il capitolo napoletano, in cui non sembra entrare in sintonia con l’ambiente, riapproda al Marsala, in serie C, dove torna ai suoi abituali standard di attaccante di media caratura realizzando 8 reti.
Nell’estate 1974 si trasferisce al Chieti, in cui milita due stagioni: nella prima, in cui fa coppia con Walter Berardi, anch’egli con trascorsi napoletani, realizza 7 reti, nella seconda, sfortunata sia per lui che per i neroverdi teatini che terminano penultimi, mette insieme soltanto 13 presenze ed un goal.
Il Chieti retrocede in serie D ed Umile rientra al Marsala, in serie C, dove resta tre anni. Nei primi due segna, complessivamente, 16 reti, equamente suddivise tra i tornei 1976/1977 e 1977/1978, nel campionato 1978/1979, che vede i Lilibetani inseriti nel girone D della neonata serie C2, va in doppia cifra: mette insieme 10 realizzazioni, parimenti al suo compagno di reparto Fabio Failli.
Trasferitosi all’Alcamo, sempre in C2, pur giostrando abitualmente da interno di centrocampo, mantiene la sua abituale media goal, andando a segno 8 volte in 30 partite, risultando il primo realizzatore degli alcamesi. Alla seconda stagione in maglia bianconera, la 1980/1981, a trentatré anni, si toglie la soddisfazione di piazzarsi secondo nella classifica dei marcatori del girone D, con ben 13 reti all’attivo.
Chiusa la sua esperienza all’ombra del monte Bonifato, nell’estate 1981 ritorna alla squadra della sua città, dove arretra ulteriormente il suo raggio d’azione, lasciando ad altri il compito di impegnare le difese avversarie.
Il Marsala che si presenta ai nastri di partenza del campionato di C2 1983/1984 è profondamente rivoluzionato rispetto a quello che ha chiuso il precedente torneo all’ottavo posto.
Sono rimasti soltanto due titolari, Umile ed il ventunenne Pasquale Marino (che, a partire dagli anni duemila, allenerà in serie A e serie B), e due rincalzi, il diciannovenne Giovanni Manzo ed il ventunenne Guido Domingo.
L’ultimo posto in classifica, con 24 sconfitte in trentaquattro partite, è la logica conseguenza di una situazione che, a livello societario, va sempre più deteriorandosi.
Umile conferma la sua duttilità: gioca prevalentemente da libero, ma, all’occorrenza viene utilizzato in mediana ed in attacco, sia come prima che come seconda punta. Mette insieme 30 presenze e 3 reti, a cui si aggiungono due goal subiti in Alcamo-Marsala, quando rimpiazza il portiere Festa, espulso a cambi esauriti.
Nel successivo torneo di Interregionale (durante il quale lo Sport Club Marsala viene dichiarato fallito), giocando 24 delle 30 partite in programma, risulta il più presente dei suoi, in un campionato in cui gli azzurri mettono insieme, tenendo in conto le penalizzazioni, 5 punti, frutto di 2 vittorie, 3 pareggi e ben 25 sconfitte, alcune delle quali a dir poco rovinose, come lo 0-8 subito a Giarre, il 2-8 di Sciacca e lo 0-7 con lo Scicli.
Terminata la stagione 1984/85, si trasferisce all’altro club marsalese, il Lilybeum Olimpia Pizzo, inserito nel girone A del Campionato di Promozione siciliana, lo stesso del Marsala.
Contribuisce al settimo posto finale degli azzurri, realizzando, ormai trentottenne, 6 reti in 20 partite, risultando il miglior realizzatore dei suoi, a pari merito con le due punte di ruolo, Angelo Chirco e Fierotti.
Con quelle messe insieme nel torneo 1985/1986, raggiunge 506 presenze nei campionati di serie A, B, C, C2, D, Interregionale e Promozione (di cui 259 con la maglia del Marsala) e realizza almeno 96 reti, tenendo presente che i dati relativi alle segnature della stagione 1966/67 non risultano disponibili.